# Saprinus caerulescens
Saprinus caerulescens är en skalbaggsart som först beskrevs av Hoffmann 1803.  Saprinus caerulescens ingår i släktet Saprinus och familjen stumpbaggar.

## Underarter
Arten delas in i följande underarter:
- S. c. caerulescens
- S. c. punctisternus